# سانتا ماريا ديل كامبو روس
بلدية سانتا ماريا ديل كامبو روس (بالإسبانية: Santa María del Campo Rus)‏، هي إحدى بلديات مقاطعة قونكة إحدى مقاطعات إسبانيا، و التي تقع في منطقة قشتالة لا منتشا وسط البلاد, و المائلة لجهة الشرق من إسبانيا.
يبلغ عدد سكانها 736 نسمة وفقاً لإحصائية سنة (2007).